# بولشوی آنیوی
بولشوی آنیوی (روسی: Большой Анюй) یک رود در یاقوتستان کشور روسیه است.